# Горноазиатские полёвки
Горноазиатские полёвки (лат. Neodon) — это род грызунов из подсемейства полевок (Arvicolinae) с пятью видами, обитающими в Азии. Таксон долгое время считался подродом серых полёвок (Microtus).

## Описание
Эти полевки достигают длины головы-туловища от 92 до 122 мм, длины хвоста от 24 до 52 мм и веса от 26 до 73 г. Самый мелкий представитель — вид Neodon linzhiensis, впервые описанный в 2012 году. Мех на верхней стороне у большинства видов (за исключением памирской каменной полевки) темно-серо-коричневого цвета, а нижняя сторона обычно светлее и более окрашена в оттенки серого. Кроме того, у хвоста есть темная верхняя сторона и светлая нижняя сторона. 
Виды рода Neodon (наряду с Blanfordimys и Phaiomys) рассматриваются как плейстоценовые реликты, на том основании, что структуры коронок их коренных зубов очень напоминают таковые у  вымерших Allophaiomys. Кроме того, один из видов этого рода (Neodon juldaschi) имеет кариотип, сходный с предполагаемым предковым примитивным кариотипом у всех Arvicolini (2n = 56, Chaline and Matthey, 1971; или 2n = 54, Zagorodnyuk, 1992c). Так, Надаховский и Загороднюк (1996: 387) рассматривали этих полёвок как «Allophaiomys»-подобные виды, которые являются «плейстоценовыми реликтами или возвращением к исходному типу» с ареалами в Центральной и Южной Азии, то есть на южной периферии распространения Arvicolini в Палеарктикие. Гай Массер и Майкл Карлeтон временно сохранили род Neodon как линию, независимую от Phaiomys и Microtus, до тех пор, пока их филогенетические отношения не будут проанализированы с помощью набора большего число признаков, включая и другие морфологические признаки, а не только  структуру коронок коренных зубов.

## Образ жизни
Обитает в горах и плоскогорьях на высоте до 3700 метров над уровнем моря. Там их можно встретить в горных степях, на горных лугах и в зарослях кустарников. Все представители рода - травоядные животные, и документально подтверждено, что наиболее изученные виды могут создавать запасы на зиму.

## Виды и их распространение
Следующие виды принадлежат к роду.  
- Памирская полёвка (Neodon juldaschi) или арчовая полёвка, встречается в Афганистане, Таджикистане, Кыргызстане и западном Китае.
- Neodon irene, обычна в центральном и южном Китае.
- Сиккимская полёвка (Neodon sikimensis) обитает на северо-востоке Индии, Непале, Бутане и на юге Китая.
- Neodon forresti, обитает в горах на юге Китая и Мьянмы.
- Neodon linzhiensis обнаружена в 2012 году в заповеднике на Тибете[3].
- Neodon nepalensis обнаружена в 2019 году в Непале[6].

## Природоохранный статус
МСОП перечисляет Neodon forresti и Neodon linzhiensis, по которым имеется недостаточно данных. Остальные три вида, описанные к 2012 году, не считаются находящимися под угрозой исчезновения.

## Внешние ссылки
- Neodon sikimensis, American Society of Mammalogists.
- Pradhan N., Sharma A. N., Sherchan A. M., Chhetri S., Shrestha P., Kilpatrick C. W., 2019 Further assessment of the Genus Neodon and the description of a new species from Nepal // July 2019 PLoS ONE 14(7)